# Saint-Tugdual
Saint-Tugdual is een gemeente in het Franse departement Morbihan (regio Bretagne) en telt 394 inwoners (2005). De plaats maakt deel uit van het arrondissement Pontivy.

## Geografie
De oppervlakte van Saint-Tugdual bedraagt 20,2 km², de bevolkingsdichtheid is 19,5 inwoners per km².
De onderstaande kaart toont de ligging van Saint-Tugdual met de belangrijkste infrastructuur en aangrenzende gemeenten.

## Demografie
Onderstaande figuur toont het verloop van het inwonertal (bron: INSEE-tellingen).

1. ↑  Populations de référence 2022.